# Bactrocera melanotus
Bactrocera melanotus
 es una especie de insecto díptero que Daniel William Coquillett describió científicamente por primera vez en 1909. Bactrocera melanotus pertenece al género Bactrocera de la familia Tephritidae. Esta especie como plaga agrícola ha sido atacada por los agricultores en las Islas Cook.